# Carrousel du Louvre
Pour les articles homonymes, voir Carrousel.
Pour le spectacle organisé par Louis XIV en 1662, voir Grand Carrousel.
 (août 2017).
Si vous disposez d'ouvrages ou d'articles de référence ou si vous connaissez des sites web de qualité traitant du thème abordé ici, merci de compléter l'article en donnant les références utiles à sa vérifiabilité et en les liant à la section « Notes et références ».
Le Carrousel du Louvre est un centre commercial souterrain dans le 1er arrondissement de Paris en France. Situé entre le musée du Louvre et le jardin des Tuileries, il comprend notamment la pyramide inversée du Louvre située sous la pyramide du Louvre.
Construit dans le cadre des travaux du Grand Louvre par les architectes Ieoh Ming Pei et Michel Macary, il a été ouvert au public en 1993.

## Description

Plan du Carrousel du Louvre et du palais du Louvre.

Situé entre le musée du Louvre et le jardin des Tuileries, le Carrousel du Louvre contient des commerces, les Salles du Carrousel et un studio-théâtre de la Comédie-Française. Les Salles du Carrousel sont utilisées pour des salons ou des événements divers. Le Carrousel accueille également le grand amphithéâtre de l'École du Louvre.

## Accès
- Bus : le Carrousel du Louvre est desservi par les lignes de bus 21, 27, 39, 67, 68, 69, 72, 95 aux arrêts « Palais Royal – Musée du Louvre » ou « Palais Royal – Comédie-Française » ou « Musée du Louvre ».
- Métro : station de métro Palais-Royal - Musée du Louvre sur la ligne 1 et la ligne 7.
- Parking sur place : le parc Carrousel Louvre est accessible par l’avenue du Général-Lemonnier.

## Galerie d'illustrations

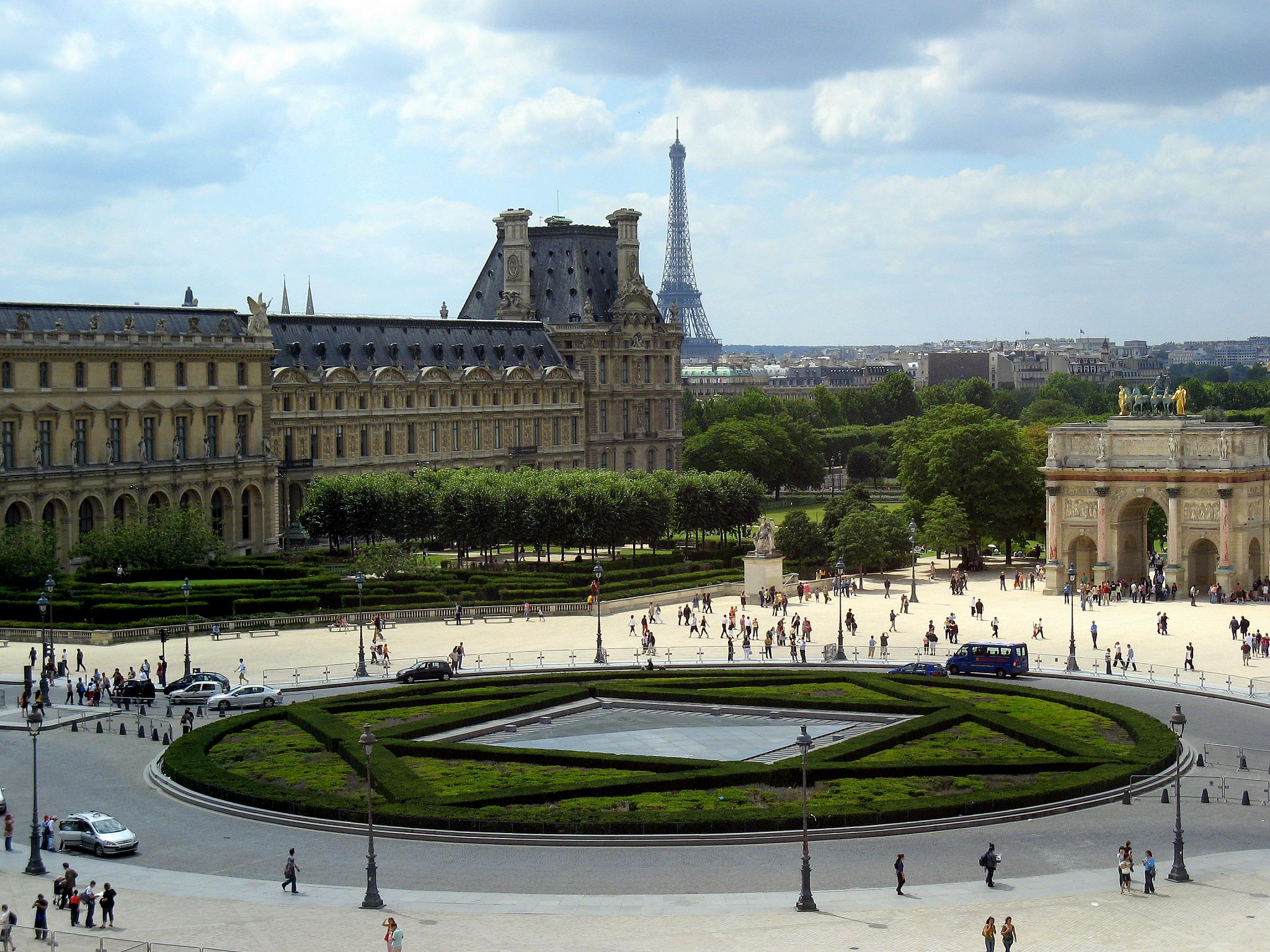
Pyramide inversée sur la base du parterre, pavillon de Flore au second plan.
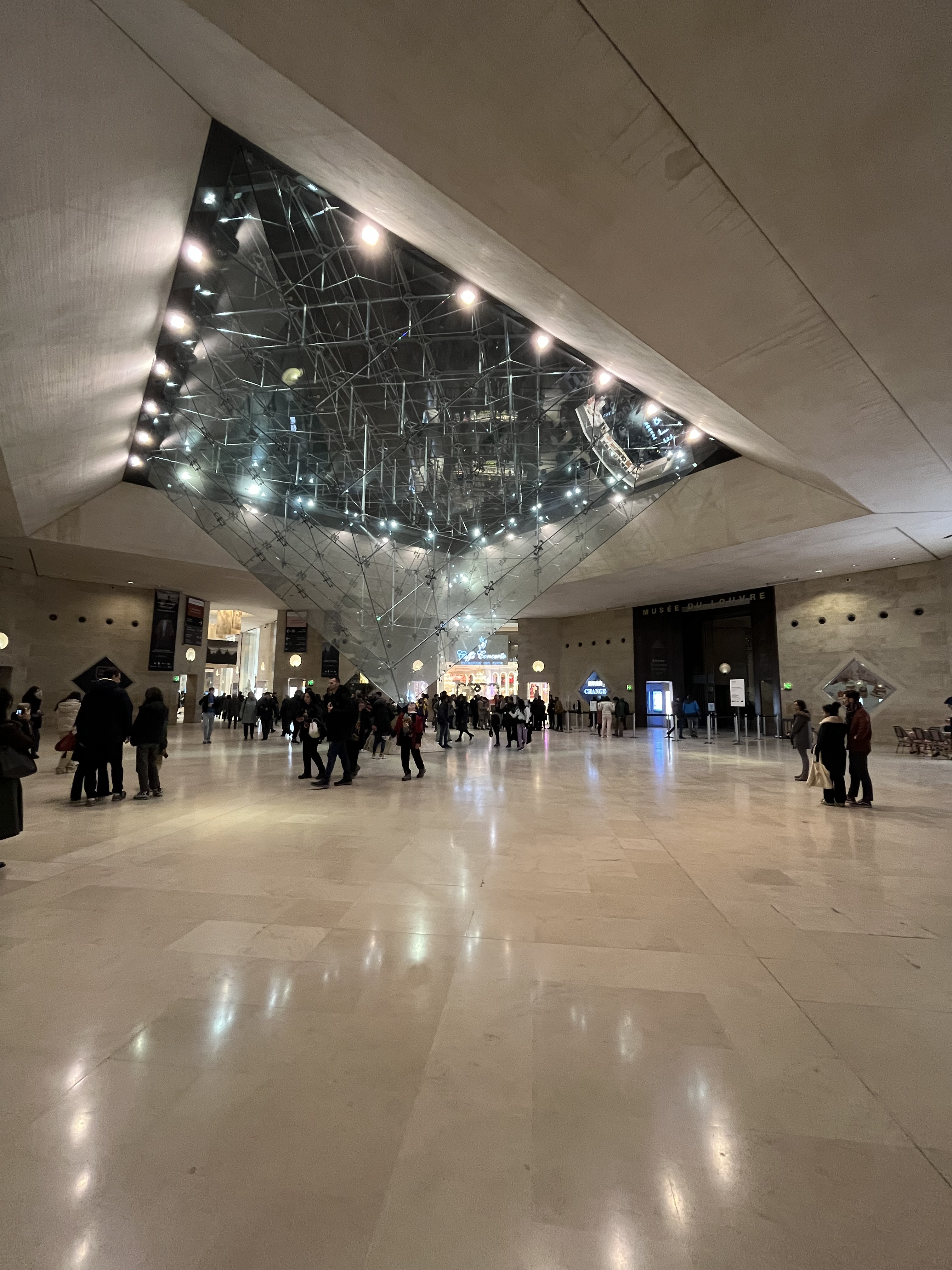
Pyramide inversée de nuit (intérieur).
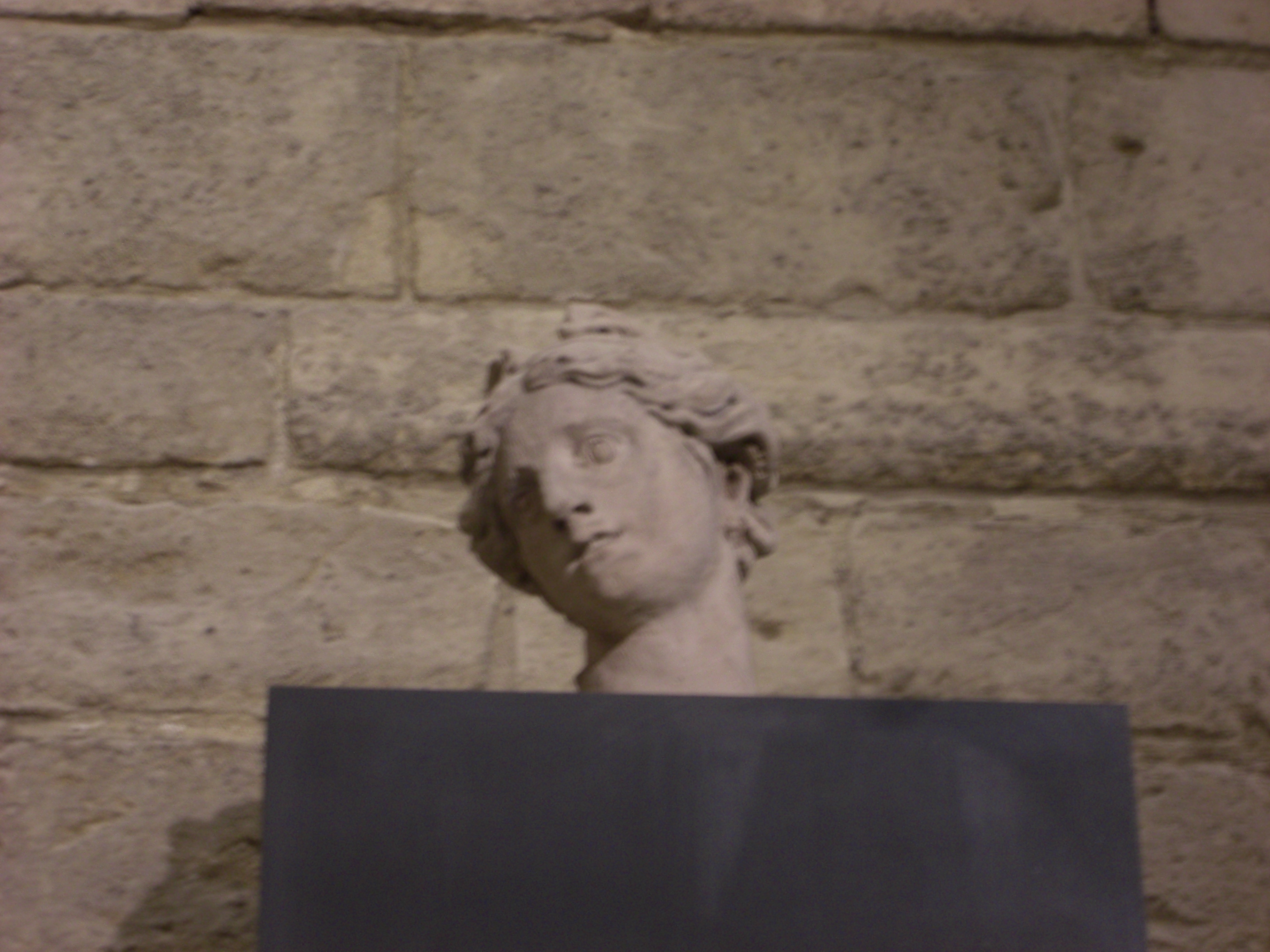
La Liberté.
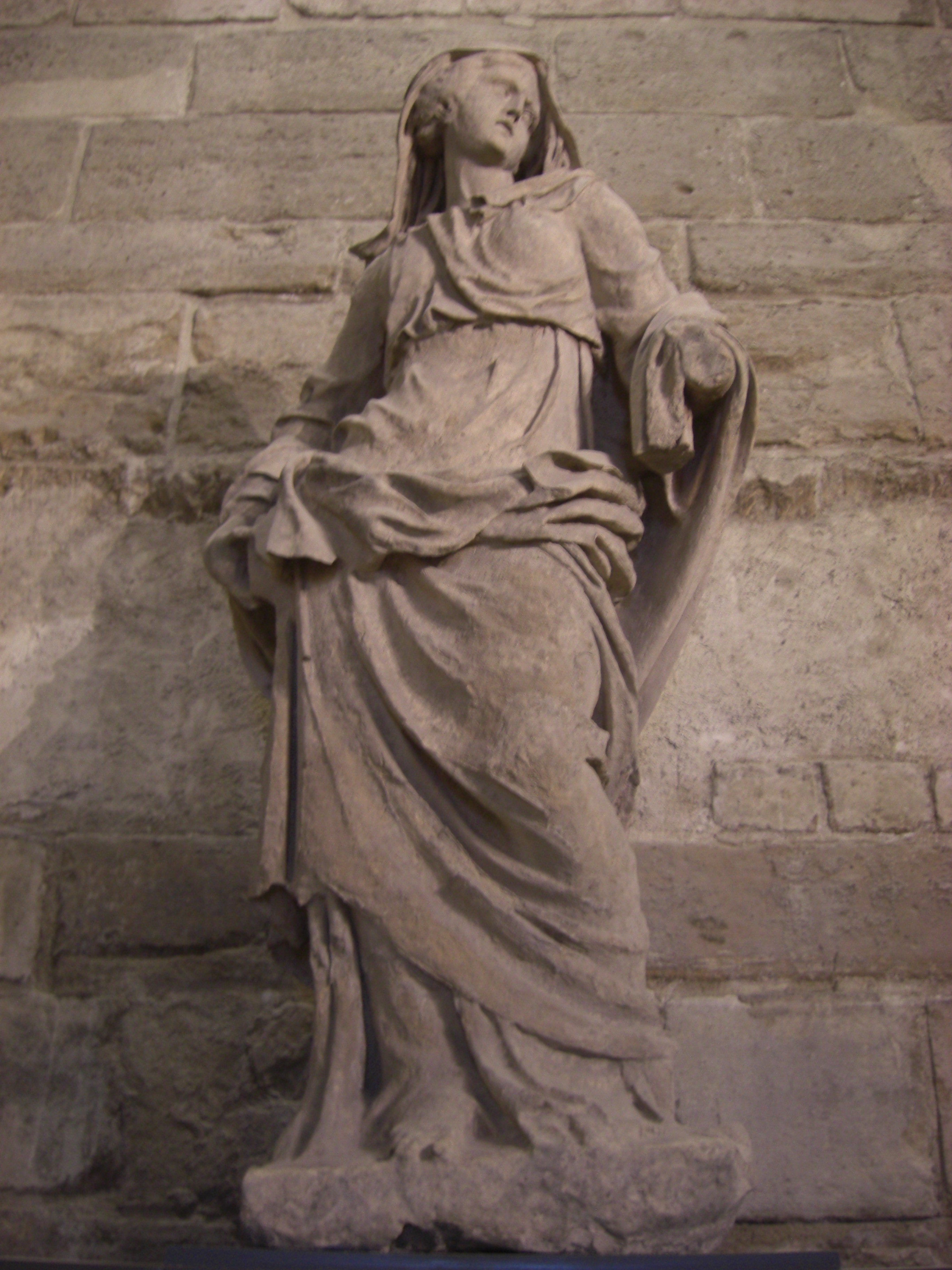
La Religion.
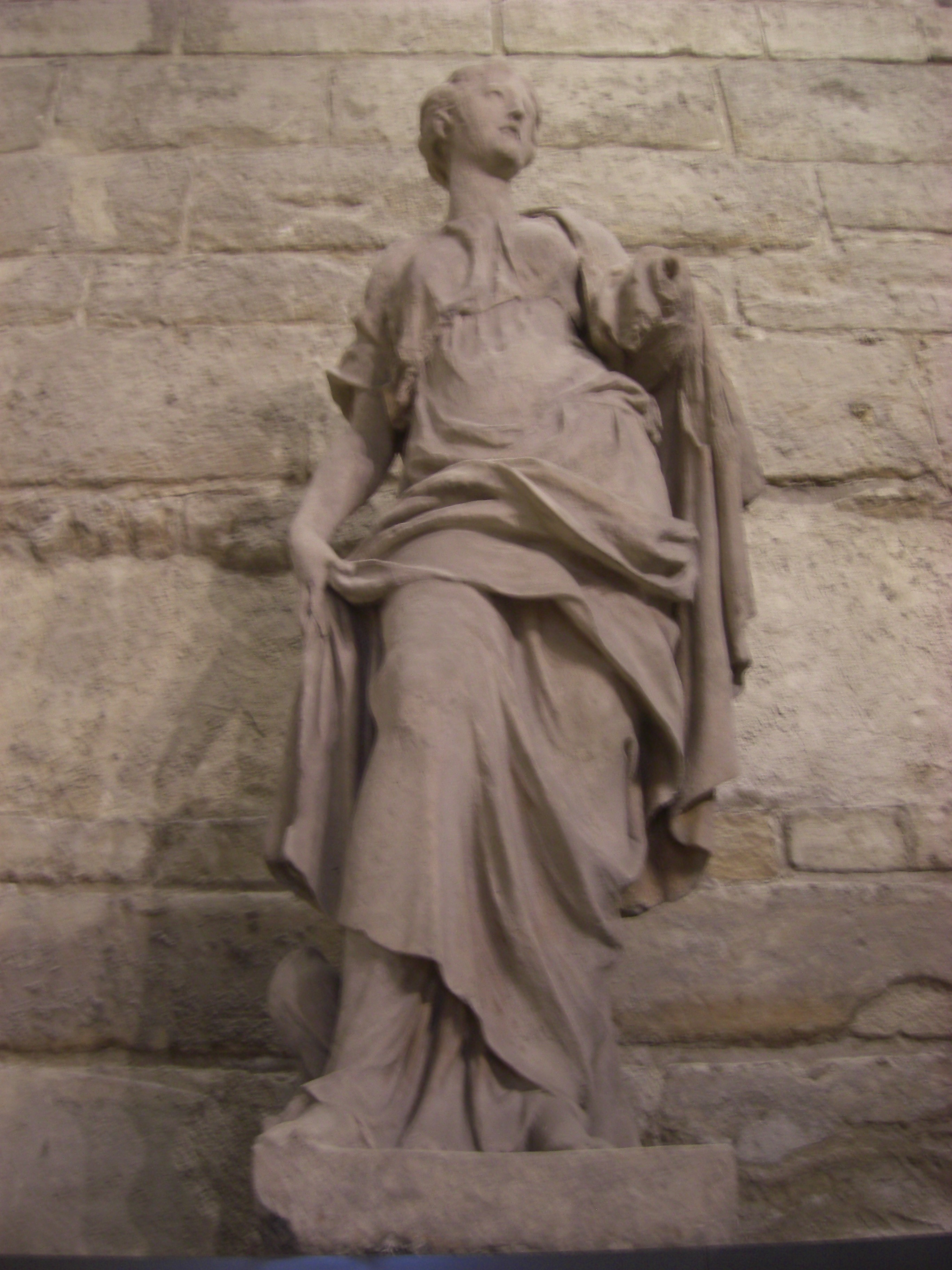
La Sincérité.
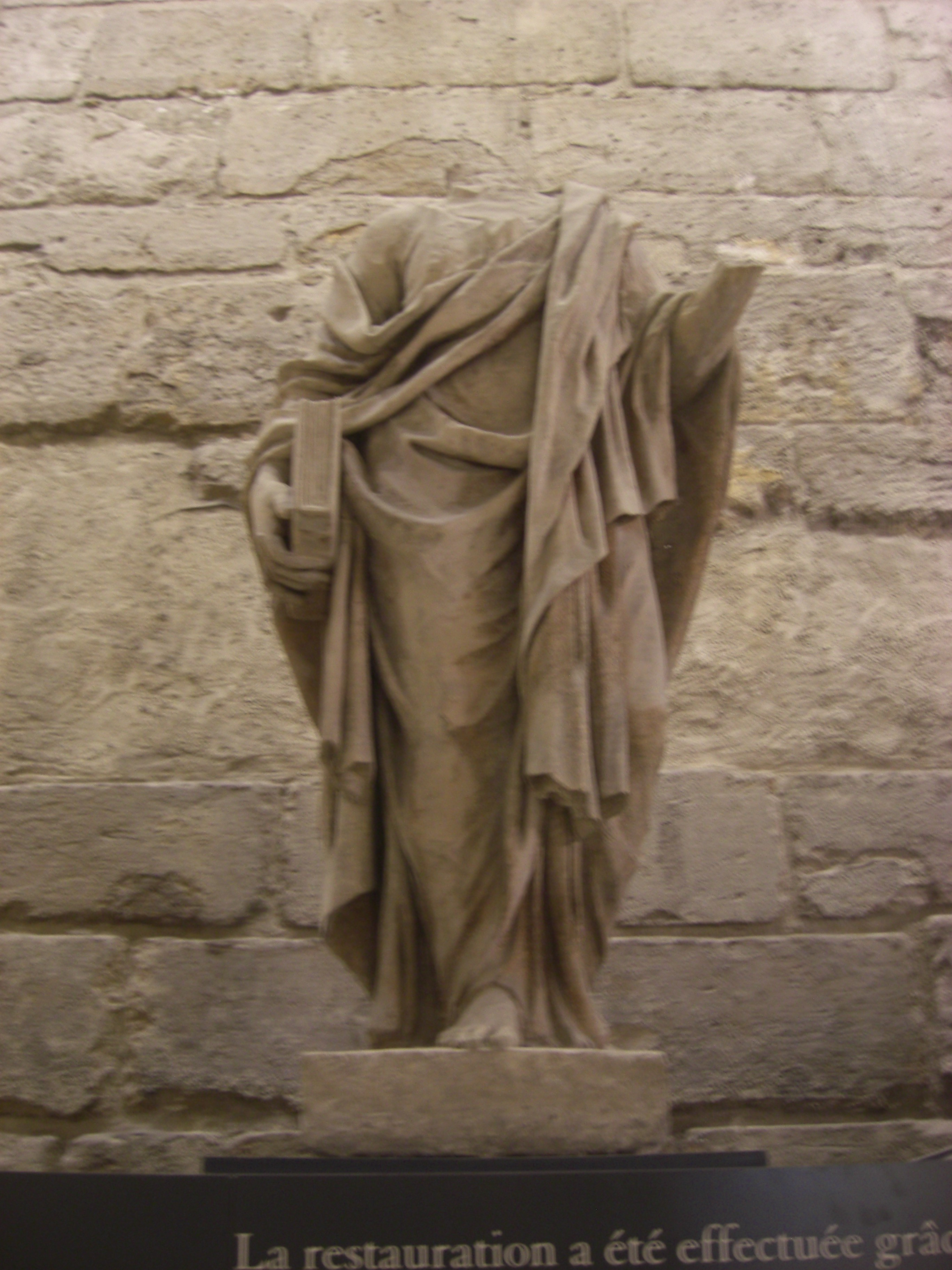
Le Conseil.
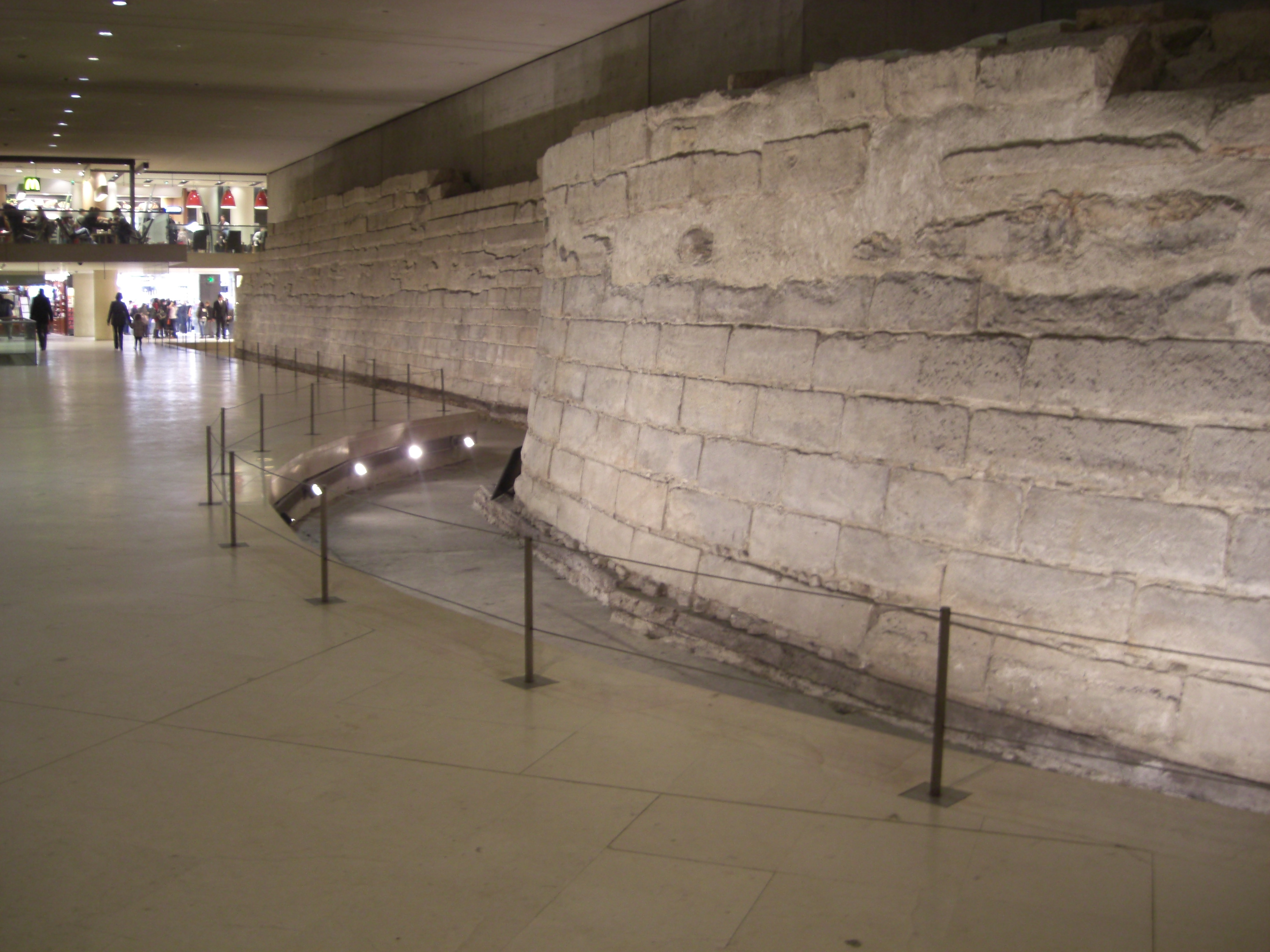
Les vestiges de l'enceinte de Paris sous Charles V.

Les statues qui ornaient le fronton du palais des Tuileries avant sa démolition en 1882 (Le Conseil et La Valeur de Thibault Poissant, La Sincérité attribuée à Louis II Lerambert, La Religion de Philippe de Buyster et la tête de La Justice de Michel De La Perdrix), sont conservées dans le hall qui se trouve sous l'arc de triomphe du Carrousel, à l'entrée du musée du Louvre. Elle font partie des collections du Département des Sculptures du Moyen Âge, de la Renaissance et des Temps modernes de ce musée. Le Conseil et La Valeur étaient installées dans le parc d'Ombreval à Domont (Oise) jusqu'en 1985,. La Sincérité et La Religion étaient installées dans le parc du château de Maisons-Laffitte de 1912 à 1990,. La tête de La Justice rejoint les collections publiques en 1977, après avoir appartenu à la collection Fossard,.